# 近龍寺
近龍寺（きんりゅうじ）は、栃木県栃木市にある浄土宗の寺院。

## 歴史
1421年（応永28年）、良懐上人によって開山された。元々は宿河原（現・栃木市城内町）に位置し、「称念寺」という名称であった。1588年（天正16年）、栃木城築城工事に伴い、現在地に移転した。
江戸時代は、栃木宿の時の鐘を撞く寺であった。栃木宿には脇本陣がなかったため、当寺の宿泊施設が代行していた。
境内には、栃木市出身の作家山本有三の墓がある。

## 文化財
- 木造金剛力士立像（栃木市指定文化財 平成12年6月19日指定）[4]

## 交通アクセス
- 栃木駅より徒歩15分。